# Rubens Lange
Rubens Lange (Florianópolis, 21 de abril de 1924) é um ex-goleiro e ex-dirigente esportivo do futebol brasileiro.
Como atleta, atuou no Bocaiúva em 1938, no Avaí Futebol Clube em 1939 e na Associação Desportiva Colegial.
Técnico de basquetebol renomado, atuou no Clube 12 de Agosto de 1954 a 1964 e foi também técnico da Seleção Catarinense de Basquetebol, por diversas vezes.
Participante do Campeonato Brasileiro de 1953 a 1959 e em 1962. Foi técnico da Seleção Universitária na disputa dos Jogos, em Porto Alegre e Fortaleza, da seleção de Joinville nos JASC de Rio do Sul, de diversas seleções regionais, visando a participação nos JASC, da seleção de Florianópolis nos JASC de Blumenau em 1962, da seleção de Blumenau, premiado com a medalha de prata nas modalidades de Voleibol e Basquetebol nos JASC em Brusque em 1965.
Em 1969 foi técnico da seleção de Lages, na disputa dos JASC, em Joinville. Também foi, técnico da S. E. Bandeirante de Brusque e da Associação Desportiva Colegial, da qual é membro fundador.
Também fundou o Clube Universitário da UFSC, sendo também técnico da equipe nos anos 1974/75 e 1976. Membro do quinteto idealizor dos JASC, da comissão organizadora dos 1ºs aos 5ºs JASC de 1960 a 1964. Foi Presidente do Ubiratan Esporte Clube e do Avaí Futebol Clube entre 1960 e 1962, da Comissão Municipal de Esporte de Florianópolis em 1975, da Federação Atlética Catarinense de 1977 a 1982.
Participou do curso de basquetebol no Rio de Janeiro em 1959, por ocasião da realização do Campeonato Mundial. Curso de novas técnicas de basquetebol na mesma cidade em 1963. Ministrou o 1º curso de extensão cultural da Escola Superior de E. F. de Joinville.

## Títulos

### Como jogador
- Campeão do campeonato citadinos pelo Avaí Futebol Clube em 1960;
- Campeão do torneio início pelo Avaí Futebol Clube em 1960;
- Campeão da taça "Zé Macaco" pelo Avaí Futebol Clube em 1961;
- Campeão do torneio Walter Lange pelo Avaí Futebol Clube em 1961.

### Como técnico
- Medalha de prata com a seleção de Blumenau nos JASC em Brusque 1965;
- Medalha de bronze com a seleção de Blumenau nos JASC em Lages em 1965.
- Medalha de ouro cm a seleção de Blumenau no Torneio de aniversário de Brasília;
- Medalha de Bronze com a seleção de Lages, nos JASC em Concórdia, em 1970;
- Medalha de bronze nos JASC em Itajaí em 1972, com a equipe da mesma cidade.